# ウシノシタ科
ウシノシタ科 (学名：Cynoglossidae) は2亜科3属161種を含むカレイ目の一群。世界中の温帯または熱帯海域に分布し、浅瀬から深海、淡水域まで幅広く生息する。体は扁平で、目は左側にある。シタビラメとも呼ばれる。
学名の由来は「犬の舌」であり、和名と同じく舌のような体の形状に由来する。ゲタやクツゾコといった別名がある。日本からは3属21種が知られている。

## 形態
最大種は60cmを越えるが、殆どの種は小型で20cm程度にしかならない。体は薄く扁平で、楕円形である。胸鰭を欠き、腹鰭は左側のみにある。尾鰭と背鰭、臀鰭は連続する。両目は左側面にあり、小さい。幼魚は左右に目があるが、成長とともに右目が左側に移動する。左目と右目の間隔は短い。口は小さく、湾曲し非対称的である。

## 生態
世界中の温帯から熱帯域に分布する。河口から浅瀬にかけてのサンゴ礁の砂地、大陸棚、大陸斜面の砂泥底などに生息する底魚である。アズマガレイ属にはイデユウシノシタなど、深海の熱水噴出孔付近に生息する種もいる。河川からは5種が知られている。幼魚は直立して泳ぐが、成長し目が左側に寄ると目の無い側を下にして泳ぐようになる。

## 分類
- アズマガレイ亜科 Symphurinae Ochiai, 1963
  - アズマガレイ属 Symphurus Rafinesque, 1810 82種
- イヌノシタ亜科 Cynoglossinae Jordan, 1888
  - イヌノシタ属 Cynoglossus Hamilton, 1822 62種
  - タイワンシタビラメ属 Paraplagusia Bleeker, 1865 6種

## 人間との関係
アカシタビラメやクロウシノシタは食用とされ、漁獲される。